# 821
| [ Edytuj tabelę ]          |                                                             |
| Hrabia Aragonii            | - 809 Aznar I 839                                           |
| Król Asturii               | - 791 Alfons II 842                                         |
| Hrabia Barcelony           | - 820 Rampó 826                                             |
| Cesarz Bizancjum           | - 820 Michał II Amoryjczyk 829                              |
| Chan Bułgarii              | - 814 Omurtag 831                                           |
| Cesarz Chin                | - 821 Tang Muzong 824                                       |
| Król Franków wschodnich    | - 814 Ludwik I Pobożny 840                                  |
| Cesarz Japonii             | - 809 Saga 823                                              |
| Władca Jutlandii           | - 812 Harald Klak 827                                       |
| Kalif                      | - 813 Al-Mamun 833                                          |
| Król Khmerów               | - 802 Dżajawarman II 850                                    |
| Patriarcha Konstantynopola | - 815 Teodot I Kassiteras 821 - 821 Antoni I Kassimates 836 |
| Król Mercji                | - 796 Cenwulf 821 - 821 Ceolwulf I 823                      |
| Król Nortumbrii            | - 808 Eanred 840                                            |
| Książę Obodrzyców          | - 819 Czedróg 826                                           |
| Papież                     | - 817 Paschalis I 824                                       |
| Cesarz rzymski             | - 814 Ludwik I Pobożny 840 - 817 Lotar I 855                |
| Doża Wenecji               | - 809 Angelo Partecipazio 827                               |
| Książę wielkomorawski      | - 820 Mojmir I 846                                          |

Rok 821 / DCCCXXI
stulecia: VIII wiek ~
IX wiek ~
X wiek

lata: 811 «
816 «
817 «
818 «
819 «
820 «
821
» 822
» 823
» 824
» 825
» 826
» 831

## Wydarzenia
- Azja
  - Tahir Ion al-Husajn, namiestnik kalifa Al-Mamuna w Iranie, założył dynastię zależną tylko formalnie od kalifa

## Zmarli
- Teodot I Kassiteras, patriarcha Konstantynopola
- Sławomir, książę Obodrytów